# Бекизова, Лейла Абубекировна
Ле́йла Абубеки́ровна Беки́зова (кабард.-черк. Бэчыжь Аубэчыр и пхъу Лела; 29 мая 1929, с. Дружба, Карачаево-Черкесия — 4 декабря 2020) — советский и российский литературовед, доктор филологических наук, общественный деятель.

## Биография
В 1957 году окончила филологический факультет Ленинградского государственного университета.
С 1957 года — научный сотрудник Карачаево-Черкесского НИИ истории, филологии и экономики (ныне КЧИГИ), заведующая сектором литературы и фольклора, заведующая отделом литературы народов КЧР.
В 1973 году защитила диссертацию на соискание учёной степени доктора филологических наук на тему «Национальные художественные традиции и развитие повествовательных жанров адыгских литератур».
С 1985 года — профессор.
Вице-президент и академик Адыгской (Черкесской) международной академии наук. Член Союза писателей РФ, член Европейского общества кавказоведов, член ученых и диссертационных советов.
Опубликовала около 200 научных работ по проблемам становления и развития черкесской и других генетически близких литератур Карачаево-Черкесии и Северного Кавказа, принимает участие в фундаментальных исследованиях. Занимается сбором, публикацией и исследованием фольклора адыгов-черкесов.
Заслуженный деятель наук Карачаево-Черкесии, Кабардино-Балкарии и Адыгеи. Лауреат Международной Кандуровской премии. Награждена медалями и орденом Дружбы народов.
Награждена в 2013 году Медалью ордена «За заслуги перед Отечеством» за большие заслуги в развитии отечественной культуры и искусства, многолетнюю плодотворную деятельность.